# Tabernacolo di Sant'Ambrogio

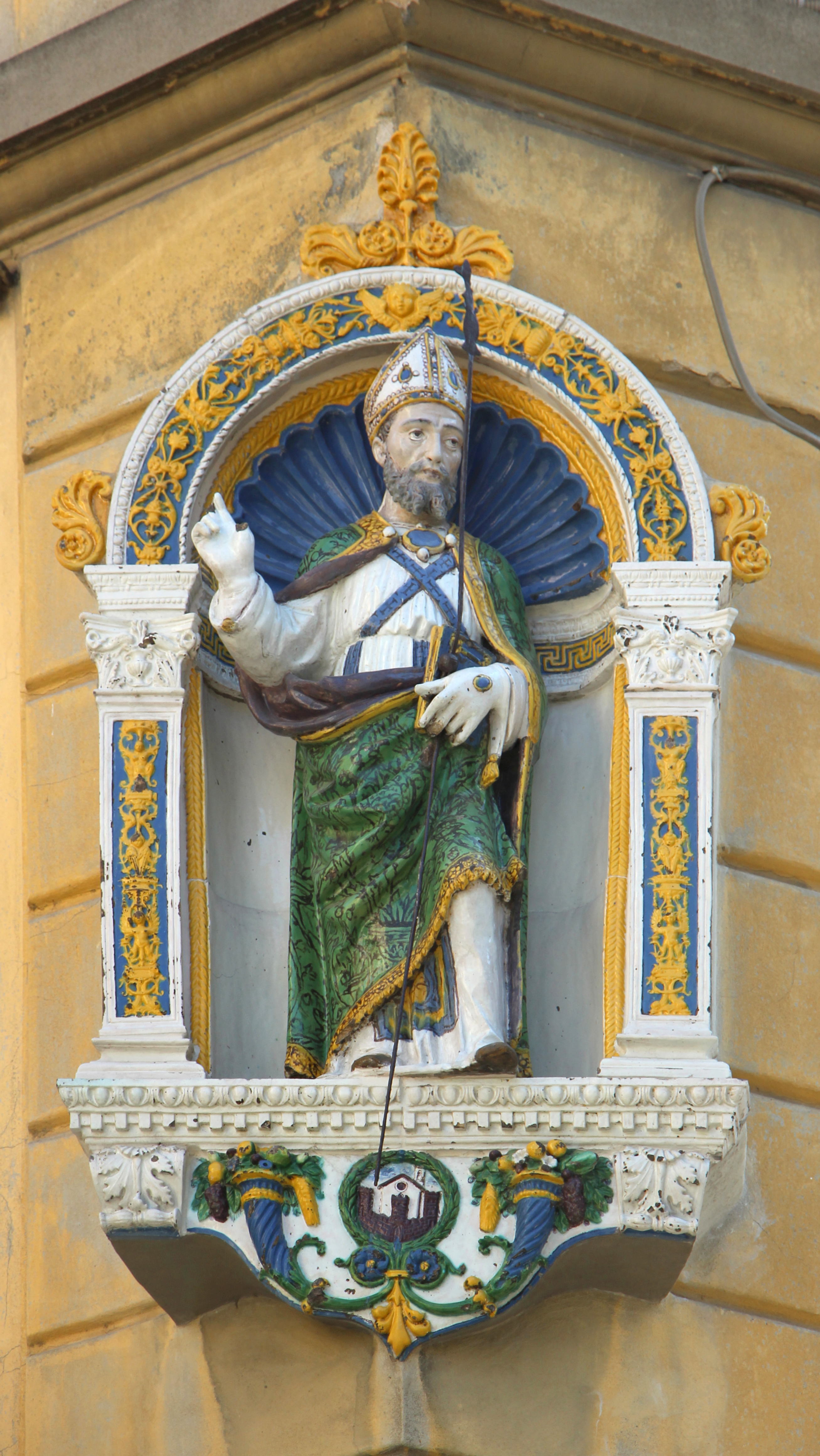
Tabernacolo di Sant'Ambrogio

Il tabernacolo con Sant'Ambrogio benedicente si trova a Firenze su piazza Sant'Ambrogio, alla cantonata tra borgo La Croce e via de' Macci.

## Storia e descrizione
Il tabernacolo in terracotta invetriata, fu realizzato da Giovanni della Robbia (1525 circa) ed è tipico del suo stile per la ricchezza di colori usati (blu, verde, giallo, rosa per l'incarnato, bianco). Ritrae il santo milanese in posizione benedicente, nel luogo secondo il quale sarebbe veramente passato in visita alla città di Firenze accompagnato dal suo amico, il vescovo, san Zanobi.
Fu commissionato dalla potenza della "Città Rossa", una delle più importanti fra le antiche brigate festeggianti, associazioni laiche risalenti al 1343. Questi gruppi che potremmo definire goliardici avevano lo scopo di organizzare festeggiamenti e manifestazioni nella città ed ogni rione aveva la sua brigata, la quale eleggeva un primo rappresentante che veniva titolato con un nome sempre altisonante (Gran Monarca, Imperatore, Gran Signore, ecc.). Similmente alle contrade senesi esistevano accese rivalità fra le brigate che non di rado sfociavano in risse e sassaiole, durante le quali spesso si avevano feriti e qualche volta anche dei morti sul campo.
A Sant'Ambrogio era presente una delle più antiche e vitali di queste istituzioni popolari, la Signoria del Gran Monarca della Città Rossa, così denominata perché simboleggiava tutto il quartiere detto della Mattonaia per le fornaci di mattoni. L'emblema (una fortezza rossa) si nota nella gocciola del tabernacolo, tra due cornucopie, e sulla cantonata della chiesa sul lato opposto, dove su due targhe in pietra datate 1577 compare anche la scritta del nome.
La targa sotto al tabernacolo ricorda il passaggio di Pio VII nel 1805, quando il Pontefice rientava a Roma dalla Francia, dopo essersi lasciato convincere, il 2 dicembre del 1804, a celebrare la cerimonia di autoincoronazione di Napoleone nella cattedrale di Notre-Dame.
| ME FERMA PASSEGGIERO LEGGI, PER QUESTE DUE CONTRADE PASSÒ L'IMMORTAL PIO VII P · O · M · L'ANNO MDXXXV IL DÌ VIII MAGGIO E COMPARTÌ AI DEVOTI ED UMILIATI ABITANTI L'APOSTOLICA BENEDIZIONE |